# GP Ouest France-Plouay 2005
L'edició del 2005 de la clàssica ciclista del Gran Premi de Plouay se celebrà el dia 28 d'agost als voltants de la localitat bretona de Plouay. L'estatunidenc George Hincapie s'endugué l'esprint d'un grup reduït després de gairebé cinc hores de cursa, guanyant així una altra cursa de l'UCI ProTour 2005 a França (ja havia guanyat etapes al Critèrium del Dauphiné Libéré i el Tour de França.

## Classificació general
|    | Ciclista          | Equip                 | Temps     |
| -- | ----------------- | --------------------- | --------- |
| 1  | George Hincapie   | Discovery Channel     | 4h 59'42" |
| 2  | Aliaksandr Vússau | AG2R Prévoyance       | m. t.     |
| 3  | Davide Rebellin   | Gerolsteiner          | m. t.     |
| 4  | Daniele Bennati   | Lampre-Caffita        | m. t.     |
| 5  | Peter Wrolich     | Gerolsteiner          | m. t.     |
| 6  | Markus Zberg      | Gerolsteiner          | m. t.     |
| 7  | Cristian Moreni   | Quick Step-Innergetic | m. t.     |
| 8  | Luca Paolini      | Quick Step-Innergetic | m. t.     |
| 9  | Kurt Asle Arvesen | Team CSC              | m. t.     |
| 10 | Jan Ullrich       | T-Mobile Team         | m. t.     |